# Lebiina

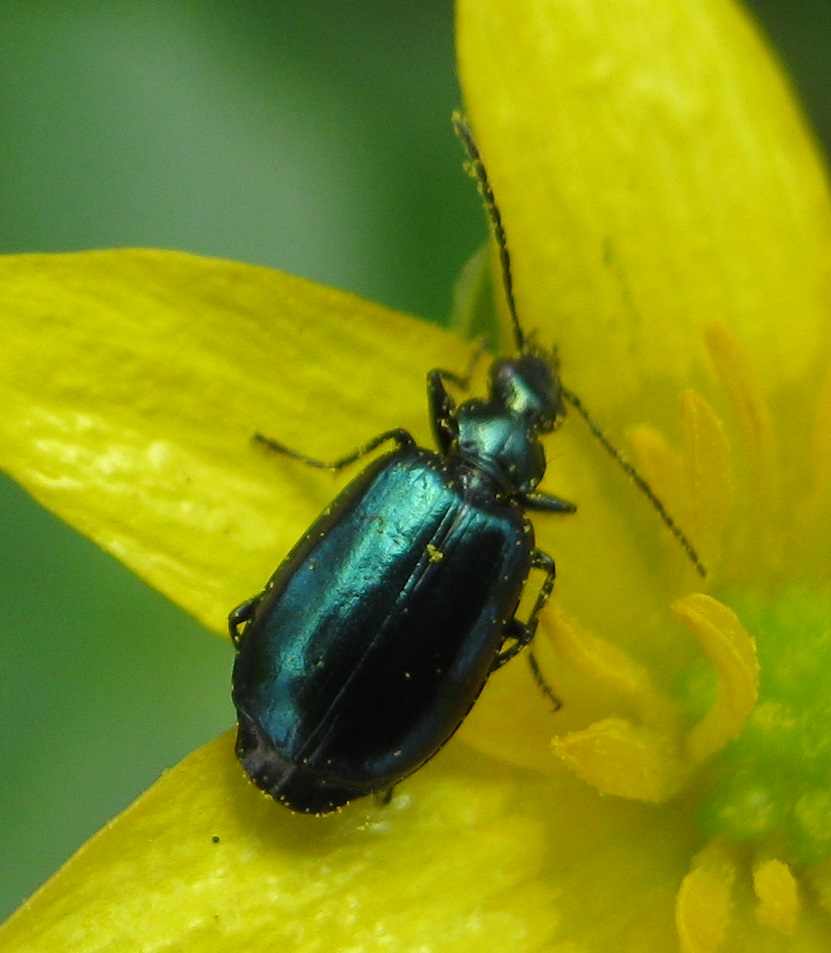
Lebia viridis

Lebiina es una subtribu de coleópteros adéfagos  perteneciente a la familia Carabidae.

## Géneros
Tiene los siguientes géneros:
- Alkestis Liebke, 1939
- Aristolebia Bates, 1892
- Aspasiola Chaudoir, 1877
- Daer Semenov & Znojko, 1929b: 184
- Lachnolebia Maindron, 1905
- Lebia Latreille, 1802
- Lebidema Motschulsky, 1864
- Lebiomorphica Lorenz, 1983
- Lebistina Motschulsky, 1864
- Lebistinida Peringuey, 1898
- Lionedya Chaudoir, 1870
- Matabele Peringuey, 1896
- Megalebia Mateu, 1972
- Orthobasis Chaudoir, 1871
- Pachylebia Jeannel, 1949
- Pachylebiodes Mateu, 1971
- Paulianolebia Mateu, 1971
- Pseudopachylebia Mateu, 1971
- Rhopalostyla Chaudoir, 1850
- Scalidion Schmidt-Gobel, 1846
- Setolebia Jedlicka, 1941
- Sofota Jedlicka, 1951